# Isla Sola (Argentina)
La isla Sola es una pequeña isla de origen rocoso del mar Argentino, se encuentra ubicada aproximadamente a unos 500 metros de la costa, en la provincia argentina del Chubut, más precisamente en el Departamento Florentino Ameghino. Las medidas de la isla son 400 metros de longitud máxima y 200 metros de ancho máximo. Presenta una forma oval con el eje mayor en sentido noreste-sudoeste. Se encuentra frente a la costa norte de Cabo Dos Bahías, en el extremo sur de la Bahía Camarones. 
Se trata de una isla rocosa que presenta restingas en sus costas, donde además existen una colonias de nidificación de gaviota austral (Larus scoresbii) y gaviota cocinera (Larus dominicanus) entre otras muchas.
En 2008 se creó el Parque Interjurisdiccional Marino Costero Patagonia Austral, el cual incluye a la isla Sola.